# Beleg van Tenochtitlan
Het Beleg van Tenochtitlan en de daarop volgende verovering en verwoesting van de stad door de Spaanse conquistadores, onder leiding van Hernán Cortés, was het einde van het Azteekse rijk en een beslissend moment in de Spaanse verovering van Mexico.

## Aanleiding

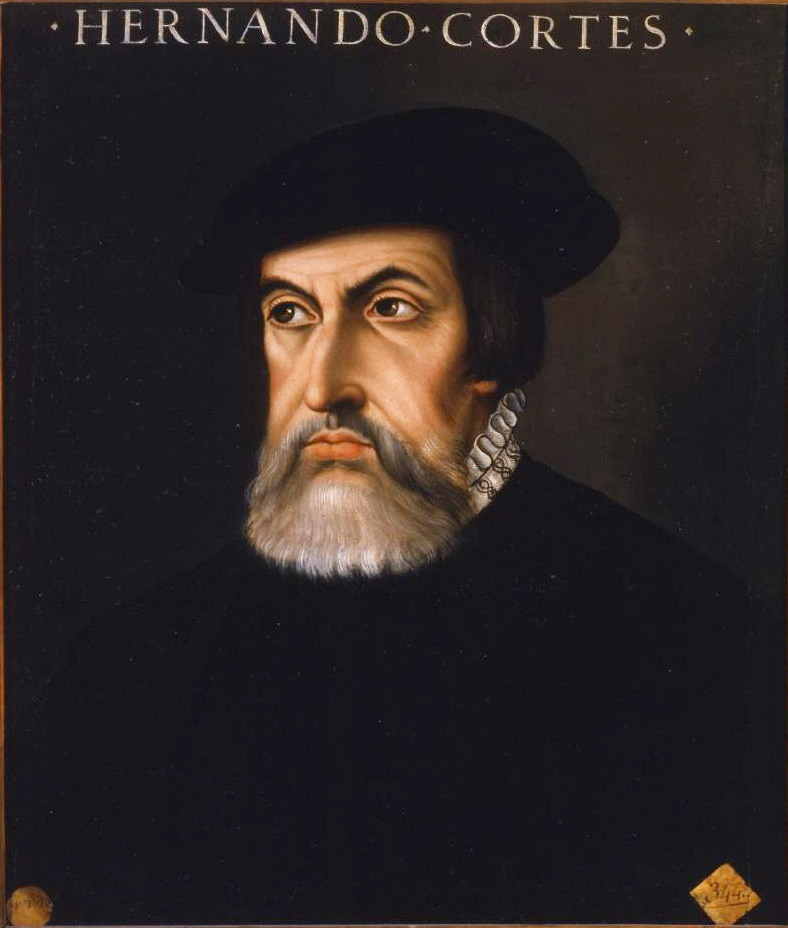
Hernán Cortés

Gouverneur Diego Velázquez stuurde in het najaar van 1519 de conquistador Pánfilo de Narváez naar Mexico om Hernán Cortés, die bevelen van Velázquez had genegeerd, terug naar Cuba te brengen. Narváez werd echter snel verslagen en de rest van zijn soldaten liepen over naar de zijde van Cortés. Inmiddels was Pedro de Alvarado de bevelhebber van de strijdkrachten in Tenochtitlan. Maar zijn vrees voor een samenzwering van de Azteken maakte van hem een paranoïde heerser die op een religieuze feestdag de bijeengekomen mensenmassa zag als een complot tegen Spanje, en ze vervolgens bij duizenden liet afmaken. Voor de lokale bevolking was dit de druppel en de opstand tegen de Spanjaarden was begonnen. Cortés werd hiervan op de hoogte gesteld en keerde naar de hoofdstad terug. Op 24 juni 1520 trok Cortés de belegerde stad binnen maar kwam al snel tot de constatatie dat ze geen voorraden konden zoeken en dat ze ofwel moesten uitbreken ofwel wegglippen. Hij koos voor het laatste. Op 30 juni wist hij met een kleine groep te ontkomen onder dekking van een onweer. Meer dan 800 Spanjaarden en bondgenoten bleven achter en werden gedood of gevangengenomen. Cortés bereikte na 10 dagen de Tlaxcalteken onder leiding van Ixtlilxochitl II, in de stad Texcoco. Zijn broer, die koning was, vluchtte naar Tenochtitlan waarbij alle voorraden achtergelaten werden. Hier kon hij enkele weken op adem komen vooraleer hij terug naar de hoofdstad zou oprukken. Op 30 december 1520 trok hij opnieuw het dal van Mexico binnen.

## Azteekse koningskwestie

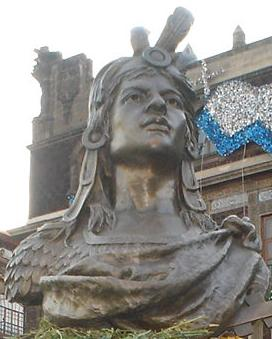
Koning Cuauhtemoc

Motecuhzoma II was koning van de Azteken vanaf 1502. Hij had Cortés verwelkomd bij diens aankomst in Tenochtitlan op 8 november 1519. Na de dood van zijn broer, op 30 juni 1520, kwam Cuitlahuac op de troon maar deze stierf kort daarop aan de pokken. Deze ziekte zou in een jaar tijd ca. 40% van de indianen van Centraal-Mexico treffen. Zijn neef, Cuauhtemoc, volgde hem op maar kon ook geen politieke stabiliteit bekomen. Te veel Azteken claimden de troon en gingen bij de Spanjaarden om hulp vragen.

## Voorbereiding
Om te beginnen moest Cortés ervoor zorgen dat de Azteken zo weinig mogelijk medestanders hadden en dus minder voorraden konden aanvoeren. Zo willigde hij voorlopig alle eisen in van de omringende, afvallige steden. Militair gezien was de afzondering van Tenochtitlan het belangrijkst. Cortés stootte met een grote aanval tot in het hart van de vallei. Nu moest hij de rivier volgen, waardoor hij blootgesteld was aan aanvallen vanuit kano's. Toch slaagde hij erin de bevoorrading vanuit het zuiden stil te leggen. Nu begon hij aan 2 omtrekkende bewegingen. De eerste begon op 3 februari; de Spanjaarden gingen tegen de klok in naar het noorden via dun bevolkte gebieden. Azteekse versterkingen dwongen hem echter tot de aftocht. Op 5 april begon de tweede poging, nu met de klok mee, richting zuiden. Ondanks verschillende tegenaanvallen slaagde Cortés erin alle passen te blokkeren en zo de Azteekse versterkingen beletten de stad te bereiken. Dit was de basis voor het beleg dat van start zou gaan.
Het grootste voordeel van de Spanjaarden was zonder twijfel hun bewapening; kanonnen, haakbussen, kruisbogen, bereden lansiers en gevechtsuitrusting uit ijzer (helm en borstplaat) waren superieur aan eikenhouten zwaarden, speren, katapulten, pijl-en-boog en gevechtsuitrusting van dik katoen. De Indiaanse bondgenoten van de Spanjaarden hadden een wapenuitrusting die gelijkwaardig was aan dat van de Azteken. De insluiting ging verder en om de aanvallen van op kano's te stoppen liet Cortés 13 brigantijnen bouwen. Toen deze te water werden gelaten was de omsingeling compleet en was het beleg op 28 april begonnen.

## Beleg van Tenochtitlan

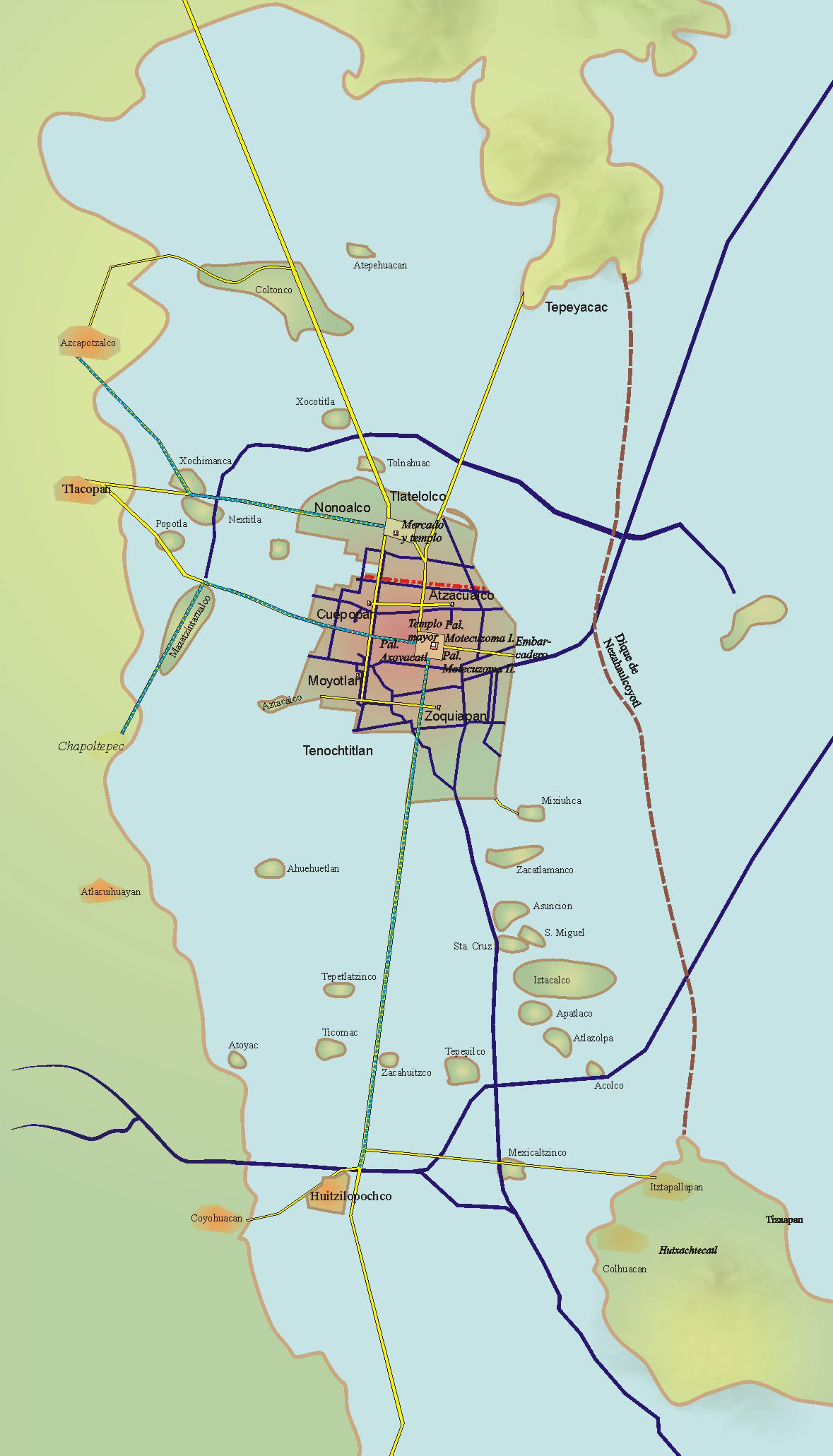
Kaart van Tenochtitlan

Tenochtitlan had 3 toegangswegen. Pedro de Alvarado stelde zijn kamp op bij de westelijke weg bij Tlacopan, Gonzalo de Sandoval zuidoostelijk bij Ixtapalapa en Cristóbal de Olid zuidelijk bij Coyohuacan. Ze hadden elk zo'n 25.000 indianen en 250 Spanjaarden onder zich. Cortés had zijn schepen tot bij de Azteekse geleid en vernietigde de eerste vloot die hij tegen kwam. Vervolgens voer hij naar het zuiden waar hij de kano's vernietigde die Olid bedreigden. Olid en de Sandoval kregen de kruising van de zuidelijke en zuidoostelijke hoofdweg in handen en Sandoval kon verder optrekken naar de laatste, noordelijke toegangsweg: Tepeyac. De aanvallen gingen steeds gelijktijdig over de 3 wegen en duurden de hele dag. De Spanjaarden hielden zich bezig met het openbreken van de vijandelijke linies en de indiaanse bondgenoten konden dan verder oprukken. 's Nachts werd er evenwel steeds heropgebouwd zodat de Spanjaarden steeds vertraging opliepen. Cortés beval daarom dat een straat onmiddellijk afgebroken moest worden als die in Spaanse handen was. De Spanjaarden bleven nu ook slapen waar zij die avond toevallig waren. Tegen juli was de stad grotendeels vernield en er was een nog groter probleem: hongersnood. De blokkade deed zijn werk. De balans was toch nog steeds nipt in Spaanse handen maar op 30 juni werden 68 Spanjaarden gevangengenomen en ritueel terechtgesteld in het zicht van het Spaanse kamp op de Grote Tempel. Hun hoofden werden naar de omliggende steden gezonden en vrijwel alle bondgenoten namen de benen. De Spanjaarden hielden echter stand en konden hun bondgenoten overtuigen terug te keren. Koning Cuauhtemoc moest uiteindelijk wel onderhandelen met Cortés. Deze onderhandelingen wilden maar niet vlotten en Cortés koos terug voor de frontale aanval. Cuauhtemoc probeerde te ontsnappen via het meer maar werd onderschept en gaf zich over op 13 augustus 1521.

## Gevolg
De stad Tenochtitlan hield op te bestaan; zij werd volledig verwoest en praktisch alle inwoners werden afgeslacht. Mexico-Stad werd op deze puinhopen gebouwd. De verovering van Tenochtitlan was de feitelijke verovering van Mexico en het einde van het Azteekse rijk. Het gaf de Spanjaarden moed voor de verovering van Peru op de Inca's. Dit bereikten ze uiteindelijk in 1571.